# .au
Pour les articles homonymes, voir AU.
.au est le domaine de premier niveau national (country code top level domain : ccTLD) réservé à l'Australie.

## Historique
Le nom de domaine a été alloué par Jon Postel, l'opérateur de l'IANA à Kevin Robert Elz de l'Université de Melbourne en 1986.
Tout comme pour de nombreux domaines nationaux, il n'est pas possible de réserver un domaine de second niveau dans l'extension australienne. Le réseau « national » Internet en Australie reprend les sous domaines mondiaux (com.au pour les entités commerciales ; org.au pour les associations ; net.au pour les services d'information non commerciale ou associative, etc.) cette structure est gérée par AUDA.
Avec la Nouvelle-Zélande, l'Australie figure parmi les réseaux Internet nationaux les plus optimaux, son organisation et sa structure rendent les sites web frauduleux plus facilement identifiables.[réf. nécessaire]